# Гендерные различия
Ге́ндерные разли́чия — различия между представителями разных гендеров. Обычно под гендерными различиями понимают различия между мужчинами и женщинами, хотя в разных культурах встречаются разные наборы гендеров. В отличие от понятия «пол», понятие «гендер» — это социальная категория, поэтому к гендерным различиям в собственном смысле не относятся, например, различия в генетике и физиологии. В науке ведутся дебаты о том, существуют ли неустранимые гендерные различия. Современные научные данные показывают, что в целом представители разных гендеров почти во всём похожи друг на друга, а гендерные различия очень незначительны. Несмотря на это, и в науке, и в СМИ существует тенденция преувеличивать информацию о гендерных различиях и недооценивать гендерные сходства или умалчивать о них.
В 1970-е годы учёные обнаружили всего четыре параметра, по которым наблюдались небольшие различия между мужчинами и женщинами. Новейшие исследования уточнили эти данные и установили, что гендерных различий в речевых способностях нет. Обнаруживаемые различия в математических способностях, способностях к пространственному восприятию и агрессивном поведении невелики, и существуют данные, указывающие на их зависимость от воздействия гендерных стереотипов.

## Общая информация
В отличие от понятия «пол», которое описывает совокупность биологических характеристик человека, понятие «гендер» обозначает социальную категорию. Под гендерными различиями понимают различия в поведении людей — таким образом, к ним не относятся, например, различия в генетике и физиологии. Тем не менее, многие авторы используют слова «пол» и «гендер» как синонимы, ориентируясь на бинарную гендерную систему, в которой на основании анатомического пола людям приписывается одна из двух гендерных ролей: мужчины или женщины. Как отмечают некоторые исследователи, использование слова «пол» в отношении различий между группами людей подразумевает, что все эти различия являются прямым следствием биологического пола, хотя такое предположение требует отдельных доказательств.
Хотя бинарная гендерная система является господствующей в современном мире, исторически она свойственна далеко не всем культурам мира. Во многих культурах анатомический пол не играет ключевой роли при определении гендерной роли и выделяется три или четыре гендера, так что гендерные различия в таких культурах осмысляются совсем иначе. В некоторых культурах гендер традиционно не является значимой социальной категорией, и гораздо больше внимания уделяется возрастным различиям.

## Дебаты о существовании и происхождении гендерных различий
Гендерные различия давно представляют область интереса учёных из разных научных областей, а результаты их исследований вызывают живой интерес в СМИ и у широкой публики. Основной вопрос научных дебатов в этой области в том, существуют ли неустранимые гендерные различия, которые могли бы обосновать существующие гендерные роли и, в частности, целесообразность таких мер, как раздельное обучение мальчиков и девочек. В целом накопленные на сегодняшний день научные знания свидетельствуют о том, что представители разных гендеров похожи друг на друга почти во всём, за очень немногочисленными и сравнительно незначительными исключениями. Несмотря на это, гендерным различиям продолжают придавать большое значение как в научной среде, так и за её пределами.
Участники научных дебатов о гендерных различиях разделяются на два основных лагеря: сторонников биологического детерминизма, которые убеждены в тесной связи биологического пола и гендера, и сторонников социального конструктивизма, которые считают, что гендерные различия конструируются обществом. Вопрос о гендерных различиях представители разных лагерей ставят принципиально по-разному. Биологически-ориентированные исследователи часто не задаются вопросом о том, существуют ли гендерные различия как таковые, а по умолчанию исходят из того, что они существуют, и ищут им объяснения. Сторонники социального конструктивизма, в свою очередь, исследуют процессы конструирования гендера в различных социальных контекстах и то, каким образом представления о гендерных различиях используются для создания социальных иерархий.
Многие исследователи согласны в том, что на такие характеристики человека, как когнитивные способности, оказывают влияние и биологические, и социальные факторы. При этом они отмечают, что не все биологические факторы следует понимать как врождённые, поскольку, например, строение и деятельность мозга изменяются под воздействием жизненного опыта.

### Проблема предвзятости в распространении научных данных
В научной литературе существует тенденция чаще сообщать и воспроизводить информацию о гендерных различиях, чем о сходствах. Отчасти это обусловлено дизайном многих исследований: когда поиск гендерных различий не является непосредственной целью исследования — например, в исследованиях общих когнитивных процессов — учёные часто изначально включают гендер как переменную просто для того, чтобы исключить вероятность неверной интерпретации итоговых результатов. Если результаты не обнаруживают различий по этой переменной, информация об этом считается несущественной для основных результатов исследования и не включается в итоговые публикации. Если же гендерные различия обнаруживаются, то учёные склонны воспринимать их как помеху, о которой они вынуждены сообщить.
С другой стороны, на сообщение и распространение научных данных о гендерных различиях влияют идеологические установки внутри научного сообщества. Некоторые исследователи отмечают, что в научном сообществе существует предвзятость в отношении публикаций: если исследование обнаруживает хотя бы незначительные гендерные различия, оно с большей вероятностью будет опубликовано, чем десятки исследований, которые таких различий не обнаруживают. Предвзятость в отношении публикаций приводит к тому, что единичное исследование и его результаты за счёт многократного цитирования приобретают статус «истины», что может порождать эффект самоисполняющегося пророчества, влияя на дизайн последующих исследований.
Средства массовой информации также часто способствуют искажению научной информации по теме гендерных различий. Как отмечают многие исследователи, как правило, СМИ представляют обнаруживаемые учёными незначительные различия как сенсацию и преувеличивают их значение, умалчивая об обнаруживаемых сходствах.

## Научные данные о гендерных различиях
Первая серьёзная и сравнительно достоверная работа, обобщающая результаты исследований гендерных различий, — это книга Элеанор Маккоби и Кэрол Джеклин «Психология половых различий» (The Psychology of Sex Differences), изданная в 1974 году. Маккоби и Джеклин собрали и систематизировали более 2000 научных работ, которые были опубликованы к моменту написания их книги. Они обнаружили отсутствие гендерных различий по большинству проанализированных параметров, включая восприятие различными органами чувств, процессы обучения и запоминания, эмоциональные реакции, внушаемость, самооценку и многие другие. Таким образом, основной результат их обобщающего исследования в том, что гендерные сходства гораздо более значимы, чем гендерные различия. Но, хотя книга Маккоби и Джеклин считается классической и широко цитируется, чаще всего упоминается не их главный вывод, а обнаруженные ими исключения — немногие гендерные различия: в речевых и математических способностях, способностях к пространственному восприятию и агрессивности.
Вскоре после появления книги Маккоби и Джеклин был разработан статистический метод метаанализа, предназначенный для тщательного и надёжного обобщения результатов больших корпусов исследований одной тематики. Этот метод считается идеальным для систематизации исследований по гендерным различиям, поскольку в этой области проводятся десятки и даже сотни исследований по отдельным вопросам. Результаты метаанализов уточнили выводы Маккоби и Джеклин. В частности, благодаря более точному статистическому анализу и использованию более крупного и обновлённого корпуса исследований, они показали отсутствие гендерных различий в речевых способностях.

### Речевые способности
Существование различий в речевых способностях мужчин и женщин долгое время представлялось в психологической литературе как один из самых бесспорных психологических фактов. Обычно предполагается, что по речевым способностям женщины превосходят мужчин. Однако, как показывают крупнейшие обзоры эмпирических исследований в этой области, это предположение не находит убедительных подтверждений. Как отмечают Маккоби и Джеклин, наиболее широко цитируемые исследования, которые обнаруживали различия в развитии речевых способностей у мальчиков и девочек в первые годы жизни, были основаны на крайне маленьких выборках, так что обнаруженные ими различия при увеличении выборки не могли достигнуть статистической значимости. Обобщив результаты опубликованных к тому времени исследований речевых способностей у детей, они заключили, что постоянных значимых гендерных различий в речевых способностях не обнаруживается ни в дошкольном, ни в младшем школьном возрасте, но небольшие различия с перевесом в пользу девочек обнаруживаются начиная с подросткового возраста.
В 1988 году Дженет Хайд и Марсия Линн провели метаанализ исследований гендерных различий в речевых способностях, включив корпус исследований, которые проанализировали Маккоби и Джеклин, и дополнив его большой выборкой более новых исследований детей и взрослых. Анализируя отдельно исследования в соответствии с использованным методом тестирования речевых способностей, они обнаружили, что для пяти из восьми тестовых методик величина различия равна или близка к нулю. В целом, обобщая результаты исследований с разными методиками тестирования, они пришли к выводу, что даже небольших различий в речевых способностях между мужчинами и женщинами нет.

### Математические способности
Согласно распространённому гендерному стереотипу, мальчики и мужчины более способны к математике, чем девочки и женщины. Научные исследования опровергают это представление. Так, метаанализ 1990 года, обобщивший исследования с общей численностью участников в более чем три миллиона, показал, что в целом существенных различий в успешности выполнения математических заданий между мальчиками и девочками нет. Незначительные различия в пользу девочек были обнаружены в навыках счёта в младшей и средней школе, в пользу мальчиков — в решении задач в старшей школе, но в то же время было установлено, что обнаруженные небольшие гендерные различия сокращаются с возрастом, при этом мальчики и девочки одинаково хорошо овладевают математическими понятиями. Более новое метааналитическое исследование 2005 года установило, что младенцы-девочки и мальчики в возрасте шести месяцев одинаково хорошо справляются с задачами, лежащими в основе формирования математических способностей.
Ещё один популярный стереотип говорит о том, что мальчики чаще демонстрируют выдающиеся способности к математике, тогда как способности девочек скорее средние. Этот стереотип поддержали авторы лонгитюдного исследования математически одарённых детей, проведённого в США в начале 1980-х годов. Математические способности мальчиков и девочек в этом исследовании оценивались по результатам стандартизированного теста SAT-M. При этом другие данные, собранные в ходе исследования, опровергают вывод о выдающихся способностях мальчиков по сравнению с девочками. Девочки — участницы исследования лучше, чем мальчики, справлялись с математическими заданиями в школе. Различий между мальчиками и девочками не было выявлено и в дальнейшей жизни: в университетах они выбирали математические курсы одинаковой сложности и получали по ним одинаковые оценки, а по окончании высшего образования одинаковое количество участников программы получали научные степени. Эти результаты показывают, что, несмотря на различия по тесту SAT-M, девочки и мальчики, участвовавшие в исследовании, осваивали высшую математику в равных количествах и с одинаковой успешностью.
Сравнения результатов математических тестов в разных странах показывают, что в большинстве стран мира девочки и мальчики справляются с математическими заданиями одинаково хорошо. Мальчики показывают более высокие результаты всего в половине стран ОЭСР, а в Исландии девочки показывают значительно более высокие результаты, чем мальчики.
Некоторые авторы связывают такие данные с распространённостью гендерных стереотипов и уровнем гендерного неравенства. В частности, исследователи обнаружили, что в странах с высокими показателями гендерного равенства гендерные различия в математических результатах между мальчиками и девочками исчезают. Многие исследования также показывают, что успешность женщин в математике и выбор профессий, связанных с математикой, определяется влиянием родителей и учителей и тем, насколько они поощряют интерес девочек к математике; многие женщины считают занятия математикой не соответствующими их гендерной роли и отказываются от них даже тогда, когда проявляют прекрасные способности в этой области.

### Способности к пространственному восприятию
В исследованиях способностей к пространственному восприятию используются разнообразные методики тестирования. Многие из них представляют собой, например, задания, связанные с мысленным вращением двух- или трёхмерных объектов. Метаанализы исследований в этой области показывают наличие гендерных различий с преимуществом в пользу мужчин, которые колеблются в диапазоне от крайне незначительных до умеренно выраженных. При этом метаанализ исследований пространственного восприятия у детей в возрасте от восьми месяцев до полутора лет показывает, что гендерных различий по способностям к пространственному восприятию в этом возрасте нет.
Некоторые исследователи полагают, что в тех случаях, когда гендерные различия в способностях к пространственному восприятию присутствуют, они объясняются культурным контекстом и различиями в гендерных ролях. В пользу этого объяснения говорит, в частности, сравнительное исследование, проведённое с 1300 представителями двух народов на северо-востоке Индии с общим генетическим происхождением и различающейся социальной организацией. Среди представителей народа, в котором женщины занимают выраженно подчинённое положение, гендерные различия в пространственном восприятии были существенно больше, чем среди представителей народа, в котором женщины пользуются большей автономией. Авторы этого исследования отмечают, что одним из факторов, влияющих на более низкие пространственные способности женщин, может быть эффект угрозы стереотипа (stereotype threat): если в обществе существует стереотип о том, что женщины неспособны к определённому типу задач, то, когда женщине предлагают задачу такого типа, в результате стресса она действительно справляется с ней хуже. Воздействие угрозы стереотипа на различные стигматизированные группы при тестировании различных способностей также подтверждается множеством других исследований.

### Агрессия
Различия в агрессивном поведении принадлежат к тем немногим гендерным различиям, существование которых подтверждается научными данными, хотя, как и другие гендерные различия, они не настолько велики, как предполагают гендерные стереотипы. Как и в случае гендерных различий в математических способностях, метааналитические обзоры показывают, что различия в агрессивном поведении колеблются от незначительных до умеренно выраженных с перевесом в пользу мужчин. В частности, метаанализ, проведённый Дженет Хайд в 1984 году, показал, что гендерными различиями обусловлено лишь 5 % вариаций в агрессивном поведении, причём с возрастом эти различия сокращаются.
Вопреки распространённым стереотипам, научные данные не подтверждают связи агрессивного поведения с уровнем тестостерона в крови. Также, хотя стереотипы предполагают, что женщины чаще прибегают к непрямым способам выражения агрессии, исследования показывают, что в действительности мужчины пользуются ими не меньше, чем женщины.
Существуют исследования, которые показывают влияние гендерных ролей и социального контекста на различия в выражении агрессии. Например, в 1994 году был проведён эксперимент, в котором за счёт сохранения анонимности участников были созданы условия для того, чтобы они не чувствовали себя обязанными вести себя в соответствии с гендерными нормами. Участников разделили на две группы: в одной из них участники в подготовительной фазе должны были сидеть близко к экспериментатору и назвать своё имя, экспериментатор задавал им личные вопросы; во второй группе участники оставались анонимными, находились далеко от экспериментатора и не разговаривали с ним, кроме того, им было сказано, что они — контрольная группа, и их поведение в ходе самого эксперимента не будет оцениваться. В этом эксперименте уровень агрессии измерялся при помощи интерактивной видеоигры, в которой испытуемые сначала защищались, а потом атаковали, сбрасывая бомбы. Участники из первой группы продемонстрировали такие же гендерные различия в агрессии (количестве бомб, сброшенных в атаке), какие обнаруживались в других исследованиях. Во второй группе значимых гендерных различий в агрессивном поведении не было обнаружено.